# Celaenia
Celaenia is een geslacht van spinnen uit de  familie van de wielwebspinnen (Araneidae).

## Soorten
- Celaenia atkinsoni (O. P.-Cambridge, 1879)
- Celaenia calotoides Rainbow, 1908
- Celaenia distincta (O. P.-Cambridge, 1869)
- Celaenia dubia (O. P.-Cambridge, 1869)
- Celaenia excavata (L. Koch, 1867)
- Celaenia hectori (O. P.-Cambridge, 1879)
- Celaenia olivacea (Urquhart, 1885)
- Celaenia penna (Urquhart, 1887)
- Celaenia tuberosa (Urquhart, 1889)
- Celaenia tumidosa Urquhart, 1891
- Celaenia voraginosa Urquhart, 1891